# George Rapall Noyes
George Rapall Noyes (2 de abril de 1873 - 5 de mayo de 1952) fue profesor de lenguas eslavas en Berkeley Universidad de California.
George nació en Cambridge, Massachusetts, en 1873, y asistió a la Universidad de Harvard, donde se graduó como el mejor de su clase en 1894. Después de recibir su licenciatura en filosofía y letras completó su tesis doctoral, Dryden as Critic  en 1898. Luego se involucró en el estudio del ruso bajo el profesor Leo Wiener y obtuvo una Beca John Harvard para pasar los dos años de estudio de filología eslava en la Universidad de San Petersburgo.

## Traducciones
Se convirtió en un prolífico traductor:
- Plays of Alexander Ostrovsky (1917)
- Pan Tadeusz por Adam Mickiewicz (1917)
- The Religion of Ancient Greece por Thaddeus Zieliński (1926)
- Poems por Jan Kochanowski (1928)
- Juliusz Slowacki: Anhelli (1930)
- Masterpieces of Russian Drama (1933)